# Mortal Kombat (videójáték, 1992)
A Mortal Kombat verekedős, kiemelkedően híres és brutális videójáték, amit a Midway Games adott ki 1992-ben játéktermekben. Később hírességének köszönhetően megjelent PC-re és más platformokra is. Játék története többek között egy Liu Kang nevű shaolin szerzetes és a gonosz boszorkány Shang Tsung harcáról szól.
A sorozat két kreátora Ed Boon és John Tobias eleinte egy verekedős játékot akart készíteni, amiben Jean-Claude Van Damme digitalizált másával küzdhetünk, de miután Van Damme már tárgyalásokat folytatott egy másik videójáték céggel, így arra az elhatározásra jutottak, hogy ugyanúgy egy verekedős játékot készítenek, ami A sárkány közbelép című filmre épül. Ennek ellenére Van Damme-ról mintázták az egyik karaktert, akit Johnny Cage-nek hívnak és egyik különleges mozdulata a rúgás, amit a fejlesztők a Véres játék című filmből vettek át.
Több folytatás is készült, amik között volt siker és bukás is, de a rajongók és a kritikusok az egyik legjobb verekedős játéknak tartják a sorozatot.

## Játékmenet
A játék célja az volt, hogy szembeszálljon és túlszárnyalja a Capcom által kiadott Street Fighter című játékot, ami szintén verekedős program volt. Az irányítás megalkotása során igyekeztek eltérni az SF által lefektetett alapoktól, így részenként változott a gombkiosztás, egészen a Mortal Kombat: Deadly Alliance című részig. Az irányítás öt gombból állt, amiket "X" mintában helyeztek el: alsó ütés, alsó rúgás, felső ütés, felső rúgás és egy blokkoló és egy nyolc irányú joystickkal lehetett mozgatni a szereplőt.
A harcok során ha a játékos egyszerre két gombot nyomott le, az ütések és rúgások módosulhattak. Egyes kombinációk során a szereplő eldobta az ellenfelet és guggolás+felső ütés lenyomása után a játékos az ellenfelet felütéssel sebezte meg, ami a játék legjobban sebző támadása volt. Az ugrás közbeni rúgás egy Street Fighter által feltalált módszer volt, amit a fejlesztők az MK-ban is használtak.
A blokkoló gomb azt jelentette, hogy a játékos egy gomb lenyomásával csökkenthette az általa kapott sebzést, vagyis némiképp kivédte. Ez egy a fejlesztők által feltalált módszer volt, hiszen sem az SF-ben, sem más játékban nem alkalmaztak azelőtt egy gombos védekező rendszert. Mindazonáltal a guggoló gomb lenyomásával ki lehetett védeni az ellenfél ugrórúgását.
A hét játszható karakter közül mindegyik ugyanabban a stílusban mozog és harcol, ami a játék egyik hibája. viszont a szereplők különleges képességei különbözőek, bár Kano pörgése és repülése majdnem hasonlít Raiden-ére, csak a mozdulatok hosszúsága kisebb.
Szintén újító alkalmazás volt a Test Your Might ami egy pontszerző minijáték volt, sok egyéb bónusz és extra között.
A játék egyik legismertebb eleme a Fatality rendszer, ami azt tükrözi, hogy mikor az ellenfelet legyőzzük a játék felkínálja a lehetőséget, hogy az ellenfelet egy kivégzéssel öljük meg. Ezek közül az egyik legismertebb Sub-Zero kivégzése, amint az ellenfél gerincét és fejét kitépi, miközben abból tetemes mennyiségű vér ömlik ki.
A játék egyik hírhedt eleme az ugrástechnika volt, ami abból állt, ha a játékost ugrás közben megsebezték, nem lehetett irányítani, míg földre nem került és fel nem állt.
A Mortal Kombat volt az első játék, amiben egy titkos karakter, Reptile található.

## Karakterek
Az eredeti játékban 7 játszható szereplő van, akik a későbbi részekben is feltűntek, valamint az eredeti részben nem játszható szereplők a későbbi részekben már irányíthatóak.

Karakterválasztó képernyő

### Játszható karakterek
A jó erői:
- Johnny Cage – Daniel Pesina
- Liu Kang – Ho Sung Pak
- Raiden – Carlos Pesina
- Sonya Blade – Elizabeth Malecki

A gonosz erői:
- Kano – Richard Divizio
- Scorpion – Daniel Pesina
- Sub-Zero – Daniel Pesina

### Nem játszható/rejtett karakterek
- Goro (főellenség) – Curt Chiarelli
- Shang Tsung (főellenség) – Ho Sung Pak
- Reptile – Daniel Pesina

## Történet

### A gyülekezés
A Halálos Viadal ideje elérkezett. 500 év telt el azóta, hogy a nagy Kung Lao legyőzetett, félezer éve uralta a Tornát a shokan herceg, Goro. Kilenc viadalt nyert meg egymás után, ezzel már csak egy győzelem választotta el a Külső Világot attól, hogy lerohanhassa a Földet. Ám előtte még meg kellett nyerni az utolsó Tornát, ahol a szabályok értelmében a birodalmak legjobb harcosainak kellett részt vennie. Ezért a viadalnak helyt adó sziget tulajdonosa, a Külső Világból érkezett varázsló, Shang Tsung elküldte a meghívókat a Föld legnagyobb harcosainak. Persze csak azoknak, akik tudtak a Torna létezéséről. Voltak olyanok is azonban akik nem hallottak sose a Halálos Viadalról vagy nem hittek benne. Az ő részvételüket Tsungnak egy kis fortéllyal kellett elérnie.

### Shang Tsung szigete
A csapat, miután mindenki összegyűlt a hajón, elindult a Torna színhelye, Tsung szigete felé. Bár a hajón szigorúan tilos volt mindenféle harc, az út nem telt összetűzések nélkül. Sonya Blade és kis csapata már a megérkezésük pillanatától kezdve folyamatosan kutatta a hajót Kano után, de az mindig sikeresen elkerülte a őket. Nem a találkozástól félt, hanem attól, hogy a kialakuló harc miatt kidobhatják a hajóról, és ez a lehetőség nem volt túl kecsegtető a számára.
Igaz, hogy a hajó személyzete mindent megtett a rend megtartásáért, de attól még előfordultak kisebb összetűzések. Kano összefutott Johnny Cage-el, és megkérdezte tőle, hogy az mit keres ott. A színész elmondta az okot, de Kano nem hitt neki, sok máshoz hasonlóan kóklernek tartotta Johnnyt. Hogy fitogtassa az erejét, megtámadta a színészt. A harchoz csatlakozott az ekkor felbukkanó Liu Kang, és a filmcsillaggal közösen elkergették Kanot. Ekkor kötött a mozisztár és a shaolin szerzetes barátságot.
A kikötést követően a Különleges Alakulat csapatát Shang Tsung rögtön fogságba ejtette; így kényszerítette rá a varázsló Sonyát arra, hogy a nő a Kanoval való viszályát a Torna keretein belül rendezze le. Sonya kénytelen volt beleegyezni, ha élve akarta viszontlátni a csapatát.
A harcosok megérkezésének másnapján felbukkant Raiden is a szigeten. Shang Tsung az isten megérkezésekor tartotta éppen az eligazítást a résztvevők számára. Elmagyarázta, hogy a Torna kieséses alapon játszódik, a harcosokat kisorsolják egymás ellen, aki legyőzi ellenfelét, az továbbjut. A legyőzött ellenfél élete a küzdelem végén a győztes kezébe helyeződik, amennyiben az úgy kívánja, megölheti ellenfelét. Ha pedig elegendő mennyiségű viadalt nyer meg valaki, úgy joga van megküzdeni a bajnokkal, Goroval. Azt is közölte, hogy a küzdelmek másnap fognak kezdődni.
Raiden a beszéd alatt kihasználta, hogy mindenki a varázslóra figyel, és isteni hatalma segítségével megnézte minden egyes résztvevő lelkét. Meg akarta tudni hogy kik azok, akik jó eséllyel vehetik fel a harcot a Külső Világból érkezett ellenfeleikkel, hogy a tanácsaival segíthesse azokat. Végül három embert talált rá méltónak: Liu Kanget, Johnny Cage-et és Sonya Blade-et. Ők lettek ennek a Tornának a Kiválasztott Bajnokai, azok az emberek, akiket egy isten személyesen vett a gondozásába.

### A torna
Maga a Torna a Shang Tsung beszéde utáni napon kezdődött. Minden harcos csak egy küzdelemben vehetett részt egy napon, ám a résztvevők száma miatt az első fordulók több napig is eltartottak. A Kiválasztottak harcosok mind jól haladtak előre, nagyban köszönhetően a viharisten segítségének.
Sonya Blade kitartóan küzdött azért, hogy végül találkozhasson a Fekete Sárkány üldözött vezetőjével, és ez hosszú küzdelmek után sikerült is neki. Egy elhúzódó harcban sikeresen Kano fölé kerekedett, majd végül kiütötte őt. Nem ölte meg ellenfelét, azt akarta, hogy Kano az igazságszolgáltatás elé kerüljön. Éppen meg akarta bilincselni a bűnözőt, amikor hirtelen elszabadult a pokol a szigeten…
Sub-Zero igyekezett az egész Torna folyamán megfeledkezni a nyomában lévő dühödt szellemről és a feladatára, Shang Tsung likvidálására koncentrálni. Hírnevéhez méltóan sikeresen küzdötte magát előre a ranglétrán, amikor megtörtént az, amitől a ninja életében először félt: Scorpion volt az ellenfele. Sub-Zero teljes erejéből harcolt, de nem volt esélye sem egy halott megölésére. Scorpion legyőzte őt, majd elvette az életét: új testének adottságát kihasználva hamuvá égette a Lin Kuei klán harcosát. Miután tettét bevégezte, visszatért az Árnyvilágba, így nem vett részt a Tornát közvetlen követő eseményekben. A harcnak és Sub-Zero halálának csak egy szemtanúja akadt; a viharisten, Raiden. Sose mondta el senkinek, hogy mit látott, mivel nem tartotta jelentőségteljesnek.
Liu Kang volt valójában Raiden és a Föld legnagyobb reménysége. Mivel már fiatalkora óta arra készítették fel, hogy visszavegye a bajnoki címet Gorotól és megállítsa a Külső Világ támadásait. A Fény Rendjének bajnoka méltónak is bizonyult az elvárásokhoz. Sorra nyerte meg a mérkőzéseit, és a shaolin tanításoknak megfelelően egy ellenfelét se végezte ki. Végül elnyerte a jogot, hogy megküzdhessen Goroval. A mérkőzés előtt Raiden igyekezett minden tudását megosztani Liu Kanggel a shokan herceggel kapcsolatban, ezek a tanácsok végül nagyon is hasznosnak bizonyultak: Liu Kang egy hatalmas csatában végül legyőzte Gorot, köszönhetően a viharisten tanácsainak és a shokan elbizakodottságának. Shang Tsung szemtanúja volt szolgája bukásának, és félvén, hogy a birodalma elveszti a viadalsorozatot és a jogot, hogy megtámadja a Földet, kihívta az újdonsült bajnokot egy küzdelemre. Azonban nem a szigeten akarta megtartani a végső összecsapást, hanem a saját külső világi palotájában. Hogy elcsalja oda Kangot, megjelent Sonya és Kano küzdelmének végén, és foglyul ejtette mindkettőjüket, hogy túszként használva őket maga után tudja csalni Liu Kanget.
A terve sikeres volt, a shaolin szerzetes nem hagyhatta, hogy a varázsló elmeneküljön, ezért követte őt a Külső Világba. Indulása előtt azonban Raiden még ellátta pár tanáccsal Shang Tsunggal kapcsolatban. Kang eztán átment a két világot elválasztó átjárón, majd megküzdött Shang Tsunggal. Tsung minden tudását bevetette a harc során, de végül ő is kevésnek bizonyult Liu Kang tudása ellen. Kang legyőzte őt, és ezzel az Idősebb Istenek hivatalosan is őt tették meg a Halálos Viadal új bajnokává. A két birodalmat összekötő átjárókat lezárták, Liu Kanget pedig visszateleportálták a Földre mielőtt az kiszabadíthatta volna a foglyokat. Sonya és Kano így a Külső Világban ragadtak, elzárva a Földtől. Sonyának csak annyi ideje maradt a portálok bezárulása előtt, hogy elküldjön egy segélyhívó jelet és reménykedjen, hogy a Földön valaki vette az adást…

## "Test Your Might"
A 'Test Your Might egy minijáték, ami általában két csata között szerepel. A célja, hogy a játékos tudja fejleszteni magát, így könnyebben legyőzve a következő ellenfeleket. A minijátékot teljesíteni úgy lehet, hogy a játékos folyamatosan nyomja a blokkoló billentyűt, így egyre magasabb erőhöz juttatja a szereplőt, aki végül összetöri a fát, későbbiekben viszont egyre gyorsabb nyomogatást igényel.
A minijátékot nem használták egészen a 2002-es, csak konzolokra megjelenő Deadly Alliance című részben, mikor újult grafikával és hosszabb blokkolás sorozattal tért vissza (bambusz, szén, tölgy, tégla, vörösfa, márvány, vas, azután gyémánt)és egy másik minijátékkal, a Test Your Sight-al. A Mortal Kombat-ben még azt a célt szolgálták, hogy a játékos pontokat gyűjtsön, a Deadly Alliance-ben már Koin-okat lehetett velük szerezni, amivel Kriptákat lehetett kinyitni. A Mortal Kombat: Shaolin Monks-ban pedig a továbbjutáshoz segít minket hozzá, ezen kívül néhány főellenfélnél is szerepet kap.

## Arénák
A játékban hét különböző aréna szerepel:
- The Courtyard
- Palace Gates
- Warrior Shrine
- The Pit
- Throne Room
- Goro's Lair – Az egyetlen aréna, ahol megküzdhetsz a két főellenféllel, Goro-val és Shang Tsung-gal
- The Pit Bottom – A Reptile elleni küzdelem esetén

## Reptile
Az egyetlen titkos karakter a játékban, akit a 'The Pit' pályán lehet előhívni akkor, amikor a háttérben elsuhan egy árnyék. Ekkor az ellenfelet hibátlanul kell legyőzni és nem szabad védekezést használni, utána végül kivégzést kell használni.
Nem rendelkezik egyedi képességekkel, helyette a két játszható nindzsa (Scorpion és Sub-Zero) képességeit és kivégzéseit veszi fel váltakozva. Mozgásban gyorsabb a két nindzsánál, de a többi karakternél is (Shang Tsung kivételével, aki szintúgy gyors).
Érdekesség, hogy a játék SNES verzióban a rendes neve jelenik meg az életcsíkban, míg a többi verzióban SCORPION név van feltüntetve (valószínűleg memóriakorlát miatt).
Ha legyőzzük, 10 millió pontot kapunk. Amikor elver minket egy menetben, a kommentár nem mondja be, hogy "REPTILE WINS".

## Főellenfelek
A Mortal Kombat-ban csak két főellenség van. Az első, akivel meg kell küzdenünk, az a négykezű, félig ember-félig állat Shokan harcos, Goro. Ő sokkal erősebb mint a másik főellenfél és megfogni lehetetlen. Valamint sokkal nehezebb sebezni.
Goro leverése után, a játék legfőbb ellenségével, Shang Tsung-gal kell megküzdenünk. A varázsló öreg kora ellenére hihetetlen erővel és képességgel rendelkezik, valamint gyorsan mozog. Shang Tsung legsötétebb képessége lehetővé teszi, hogy ellopja az elesett ellenfelek lelkét, így lehetősége van rá, hogy a játék akármelyik szereplőjének alakját, köztük Goro-ét is felvegye és ezen kívül a képességeiket is sikerül felvennie.

## Fogadtatás
A 'Mortal Kombat megkapta 1993-ban a Legellentmondásosabb Játék díját, az Electronic Gaming Monthly-tól.